# 1. liga słoweńska w piłce siatkowej mężczyzn (1997/1998)
1. liga słoweńska w piłce siatkowej mężczyzn 1997/1998 (oficjalnie 1. državna odbojkarska liga 1997/1998, w skrócie 1. DOL 1997/1998) – 7. sezon mistrzostw Słowenii zorganizowany przez Słoweński Związek Piłki Siatkowej (Odbojkarska zveza Slovenije, OZS).
W sezonie 1997/1998 w 1. lidze uczestniczyło 16 drużyn. Do najwyższej klasy rozgrywkowej z 2. ligi awansowały Kočevje i ŠDO Brezovica. Rozgrywki składały się z fazy zasadniczej, drugiej fazy oraz finałów. W fazie zasadniczej na podstawie wyników z poprzedniego sezonu zespoły podzielone zostały na dwie dywizje – 1A. i 1B. W obu dywizjach drużyny rozegrały między sobą po dwa spotkania. W drugiej fazie ponownie zespoły trafiły do dwóch dywizji, z tym że dwie najsłabsze drużyny w dywizji 1A. fazy zasadniczej trafiły do dywizji 1B., natomiast dwa najlepsze zespoły z dywizji 1B. fazy zasadniczej – do dywizji 1A. Dwie najlepsze drużyny drugiej fazy rywalizowały do dwóch zwycięstw w finałach o mistrzostwo Słowenii.
Po raz pierwszy mistrzem Słowenii został klub Fužinar, który w finałach fazy play-off pokonał Salonit Anhovo Kanal. Trzecie miejsce zajął klub Gradis Maribor. Ze względu na zmianę struktury rozgrywek ligowych, zgodnie z którą od sezonu 1998/1999 przestał obowiązywać podział na dywizje, a 1. ligę zmniejszono do 10 drużyn, do 2. ligi spadło 6 zespołów, tj.: ŠDO Brezovica, Termo Lubnik Škofja Loka, Ljutomer, Kočevje oraz po barażach Granit Slovenska Bistrica i Hotel Simonov Zaliv Izola.

## System rozgrywek
W sezonie 1997/1998 w 1. lidze słoweńskiej uczestniczyło 16 drużyn. Rozgrywki składały się z fazy zasadniczej, drugiej fazy oraz finałów.

### Faza zasadnicza
W fazie zasadniczej drużyny zostały podzielone na dwie dywizje: 1A. i 1B. Do dywizji 1A. trafiło osiem najlepszych zespołów w sezonie 1995/1996, natomiast do dywizji 1B. te, które w sezonie 1995/1996 zakończyły rozgrywki na miejscach 9-14 oraz dwie najlepsze drużyny z 2. ligi.
W ramach dywizji drużyny rozegrały ze sobą po dwa spotkania systemem kołowym (mecz u siebie i rewanż na wyjeździe). Sześć najlepszych zespołów z dywizji 1A. oraz dwa najlepsze z dywizji 1B. trafiły w drugiej fazie do dywizji 1A., pozostałe drużyny natomiast do dywizji 1B.

### Druga faza
W drugiej fazie drużyny ponownie rywalizowały w dwóch dywizjach: 1A. i 1B. Podział zespołów na dywizje nastąpił według poniższego klucza.
| Druga faza           | Druga faza           |
| 1A. DOL              | 1B. DOL              |
| -------------------- | -------------------- |
| 1. miejsce w 1A. DOL | 7. miejsce w 1A. DOL |
| 2. miejsce w 1A. DOL | 8. miejsce w 1A. DOL |
| 3. miejsce w 1A. DOL | 3. miejsce w 1B. DOL |
| 4. miejsce w 1A. DOL | 4. miejsce w 1B. DOL |
| 5. miejsce w 1A. DOL | 5. miejsce w 1B. DOL |
| 6. miejsce w 1A. DOL | 6. miejsce w 1B. DOL |
| 1. miejsce w 1B. DOL | 7. miejsce w 1B. DOL |
| 2. miejsce w 1B. DOL | 8. miejsce w 1B. DOL |

W ramach dywizji drużyny rozegrały ze sobą po dwa spotkania systemem kołowym (mecz u siebie i rewanż na wyjeździe). Dwie najlepsze drużyny dywizji 1A. awansowały do finałów, natomiast ta, która zajęła 8. miejsce trafiła do baraży. W barażach uczestniczyły także cztery pierwsze zespoły z dywizji 1B. Drużyny, które w dywizji 1B. zajęły miejsca 5-8, spadły do 2. ligi.

### Finały
W finałach grały dwie najlepsze drużyny dywizji 1A. Rywalizacja toczyła się do dwóch zwycięstw ze zmianą gospodarza po każdym meczu. Gospodarzem pierwszego spotkania była drużyna, która w drugiej fazie zajęła wyższe miejsce w tabeli.

### Baraże
W barażach uczestniczyły drużyny z 1. ligi, które w klasyfikacji końcowej zajęły miejsca 8-12, a także mistrz 2. ligi. Zespoły rozegrały między sobą po jednym spotkaniu. Trzy najlepsze drużyny zapewniły sobie udział w 1. lidze w sezonie 1998/1999, pozostałe natomiast trafiły do 2. ligi.

## Drużyny uczestniczące
| | 1A. DOL 1997/1998         |    |      |
| --- | ------------------------- | -- | ---- |
| SAL | Salonit Anhovo Kanal      | 1  | PEMK |
| MRB | Gradis Maribor            | 2  | PEZP |
| OLI | Olimpija                  | 3  |      |
| FUŽ | Fužinar                   | 4  | CEV  |
| PMG | Pomgrad                   | 5  |      |
| KRK | Krka Novo mesto           | 6  |      |
| TPŠ | Šoštanj Topolšica         | 7  |      |
| KAM | Kamnik                    | 8  |      |
| | 1B. DOL 1997/1998         |    |      |
| BLE | Bled                      | 9  |      |
| LUB | Termo Lubnik Škofja Loka  | 10 |      |
| IZL | Hotel Simonov Zaliv Izola | 11 |      |
| GRN | Granit Slovenska Bistrica | 12 |      |
| LJU | Ljutomer                  | 13 |      |
| ŽUŽ | Žužemberk                 | 14 |      |
| | Awans z 2. DOL            |    |      |
| KOČ | Kočevje                   | 1  |      |
| BRZ | ŠDO Brezovica             | 2  |      |
| Oznaczenia: - kolumna pierwsza – skróty nazw drużyn wpisane na mapie (jeśli ta została zamieszczona), - kolumna trzecia – miejsce zajęte przez daną drużynę w poprzednim sezonie. |                           |    |      |

Uwaga: Klub Olimpija nie zgłosił się do europejskich pucharów.

## Faza zasadnicza

### 1A. DOL

#### Tabela wyników
| Gospodarz \ Gość1    | SAL | MRB | OLI | FUŽ | PMG | KRK | TPŠ | KAM |
| -------------------- | --- | --- | --- | --- | --- | --- | --- | --- |
| Salonit Anhovo Kanal | -   | 3:0 | 3:0 | 0:3 | 3:0 | 3:0 | 3:0 | 3:0 |
| Gradis Maribor       | 1:3 | -   | 3:0 | 3:1 | 2:3 | 3:1 | 3:0 | 3:0 |
| Olimpija             | 0:3 | 0:3 | -   | 0:3 | 2:3 | 3:0 | 3:0 | 3:0 |
| Fužinar              | 3:0 | 3:1 | 3:0 | -   | 1:3 | 3:0 | 3:0 | 2:3 |
| Pomgrad              | 3:1 | 0:3 | 2:3 | 0:3 | -   | 3:1 | 3:0 | 3:2 |
| Krka Novo mesto      | 0:3 | 0:3 | 3:0 | 1:3 | 0:3 | -   | 0:3 | 3:0 |
| Šoštanj Topolšica    | 0:3 | 0:3 | 2:3 | 0:3 | 1:3 | 2:3 | -   | 1:3 |
| Kamnik               | 1:3 | 1:3 | 2:3 | 0:3 | 3:0 | 0:3 | 3:0 | -   |

Źródło: OZS (słoweń.)
1 Drużyna gospodarzy jest wymieniona po lewej stronie tabeli.
Kolory:
  zwycięstwo gospodarzy 3:0 lub 3:1
  zwycięstwo gospodarzy 3:2
  zwycięstwo gości 3:0 lub 3:1
  zwycięstwo gości 3:2

#### Tabela
| Lp. | Drużyna              | Pkt | Mecze | Mecze | Mecze | Sety | Sety | Sety  | Małe punkty | Małe punkty | Małe punkty |
| Lp. | Drużyna              | Pkt | M     | W     | P     | wyg. | prz. | stos. | zdob.       | str.        | stos.       |
| --- | -------------------- | --- | ----- | ----- | ----- | ---- | ---- | ----- | ----------- | ----------- | ----------- |
| 1.  | Fužinar              | 22  | 14    | 11    | 3     | 37   | 11   | 3.36  | 672         | 505         | 1.33        |
| 2.  | Salonit Anhovo Kanal | 22  | 14    | 11    | 3     | 34   | 11   | 3.09  | 628         | 412         | 1.52        |
| 3.  | Gradis Maribor       | 20  | 14    | 10    | 4     | 34   | 15   | 2.27  | 647         | 517         | 1.25        |
| 4.  | Pomgrad              | 18  | 14    | 9     | 5     | 29   | 25   | 1.16  | 669         | 653         | 1.02        |
| 5.  | Olimpija             | 12  | 14    | 6     | 8     | 20   | 30   | 0.67  | 579         | 629         | 0.92        |
| 6.  | Kamnik               | 8   | 14    | 4     | 10    | 18   | 33   | 0.55  | 554         | 674         | 0.82        |
| 7.  | Krka Novo mesto      | 8   | 14    | 4     | 10    | 15   | 32   | 0.47  | 510         | 626         | 0.81        |
| 8.  | Šoštanj Topolšica    | 2   | 14    | 1     | 13    | 9    | 39   | 0.23  | 442         | 685         | 0.65        |

Źródło: OZS (słoweń.)
Zasady ustalania kolejności: 1. liczba zdobytych punktów; 2. wyższy stosunek setów; 3. wyższy stosunek małych punktów.
Punktacja: zwycięstwo – 2 pkt; porażka – 0 pkt
     Druga faza – 1A. DOL
     Druga faza – 1B. DOL

### 1B. DOL

#### Tabela
| Lp. | Drużyna                   | Pkt | Mecze | Mecze | Mecze | Sety | Sety | Sety  | Małe punkty | Małe punkty | Małe punkty |
| Lp. | Drużyna                   | Pkt | M     | W     | P     | wyg. | prz. | stos. | zdob.       | str.        | stos.       |
| --- | ------------------------- | --- | ----- | ----- | ----- | ---- | ---- | ----- | ----------- | ----------- | ----------- |
| 1.  | Bled                      | 28  | 14    | 14    | 0     | 42   | 3    | 14.00 | 663         | 342         | 1.94        |
| 2.  | Žužemberk                 | 22  | 14    | 11    | 3     | 35   | 14   | 2.50  | 645         | 501         | 1.29        |
| 3.  | Termo Lubnik Škofja Loka  | 14  | 14    | 7     | 7     | 26   | 27   | 0.96  | 634         | 660         | 0.96        |
| 4.  | Ljutomer                  | 12  | 14    | 6     | 8     | 26   | 28   | 0.93  | 640         | 653         | 0.98        |
| 5.  | Granit Slovenska Bistrica | 12  | 14    | 6     | 8     | 23   | 30   | 0.77  | 610         | 671         | 0.91        |
| 6.  | Hotel Simonov Zaliv Izola | 12  | 14    | 6     | 8     | 21   | 30   | 0.70  | 598         | 687         | 0.87        |
| 7.  | Kočevje                   | 8   | 14    | 4     | 10    | 17   | 33   | 0.52  | 563         | 683         | 0.82        |
| 8.  | ŠDO Brezovica             | 4   | 14    | 2     | 12    | 13   | 38   | 0.34  | 555         | 711         | 0.78        |

Źródło: OZS (słoweń.)
Zasady ustalania kolejności: 1. liczba zdobytych punktów; 2. wyższy stosunek setów; 3. wyższy stosunek małych punktów.
Punktacja: zwycięstwo – 2 pkt; porażka – 0 pkt
     Druga faza – 1A. DOL
     Druga faza – 1B. DOL

## Druga faza

### 1A. DOL

#### Tabela wyników
| Gospodarz \ Gość1    | FUŽ | SAL | MRB | PMG | OLI | KAM | BLE | ŽUŽ |
| -------------------- | --- | --- | --- | --- | --- | --- | --- | --- |
| Fužinar              | -   | 2:3 | 3:0 | 3:0 | 3:0 | 3:0 | 3:0 | 3:0 |
| Salonit Anhovo Kanal | 3:0 | -   | 3:1 | 3:1 | 3:0 | 3:0 | 3:0 | 3:0 |
| Gradis Maribor       | 3:1 | 0:3 | -   | 3:0 | 3:2 | 3:1 | 3:0 | 3:0 |
| Pomgrad              | 1:3 | 0:3 | 0:3 | -   | 3:2 | 3:0 | 3:0 | 3:1 |
| Olimpija             | 0:3 | 2:3 | 1:3 | 3:1 | -   | 3:0 | 3:1 | 3:0 |
| Kamnik               | 2:3 | 0:3 | 1:3 | 0:3 | 2:3 | -   | 3:0 | 0:3 |
| Bled                 | 0:3 | 0:3 | 2:3 | 0:3 | 2:3 | 3:2 | -   | 1:3 |
| Žužemberk            | 0:3 | 0:3 | 0:3 | 1:3 | 3:2 | 3:0 | 2:3 | -   |

Źródło: OZS (słoweń.)
1 Drużyna gospodarzy jest wymieniona po lewej stronie tabeli.
Kolory:
  zwycięstwo gospodarzy 3:0 lub 3:1
  zwycięstwo gospodarzy 3:2
  zwycięstwo gości 3:0 lub 3:1
  zwycięstwo gości 3:2

#### Tabela
| Lp. | Drużyna              | Pkt | Mecze | Mecze | Mecze | Sety | Sety | Sety  | Małe punkty | Małe punkty | Małe punkty |
| Lp. | Drużyna              | Pkt | M     | W     | P     | wyg. | prz. | stos. | zdob.       | str.        | stos.       |
| --- | -------------------- | --- | ----- | ----- | ----- | ---- | ---- | ----- | ----------- | ----------- | ----------- |
| 1.  | Salonit Anhovo Kanal | 28  | 14    | 14    | 0     | 42   | 6    | 7.00  | 687         | 391         | 1.76        |
| 2.  | Fužinar              | 22  | 14    | 11    | 3     | 36   | 11   | 3.27  | 642         | 430         | 1.49        |
| 3.  | Gradis Maribor       | 22  | 14    | 11    | 3     | 34   | 17   | 2.00  | 650         | 530         | 1.23        |
| 4.  | Pomgrad              | 14  | 14    | 7     | 7     | 24   | 25   | 0.96  | 584         | 590         | 0.99        |
| 5.  | Olimpija             | 12  | 14    | 6     | 8     | 27   | 29   | 0.93  | 663         | 698         | 0.95        |
| 6.  | Žužemberk            | 8   | 14    | 4     | 10    | 15   | 33   | 0.45  | 444         | 649         | 0.68        |
| 7.  | Bled                 | 4   | 14    | 2     | 12    | 12   | 39   | 0.31  | 547         | 686         | 0.80        |
| 8.  | Kamnik               | 2   | 14    | 1     | 13    | 9    | 39   | 0.23  | 440         | 683         | 0.64        |

Źródło: OZS (słoweń.)
Zasady ustalania kolejności: 1. liczba zdobytych punktów; 2. wyższy stosunek setów; 3. wyższy stosunek małych punktów.
Punktacja: zwycięstwo – 2 pkt; porażka – 0 pkt
     Finały
     Baraże

### 1B. DOL

#### Tabela
| Lp. | Drużyna                   | Pkt | Mecze | Mecze | Mecze | Sety | Sety | Sety  | Małe punkty | Małe punkty | Małe punkty |
| Lp. | Drużyna                   | Pkt | M     | W     | P     | wyg. | prz. | stos. | zdob.       | str.        | stos.       |
| --- | ------------------------- | --- | ----- | ----- | ----- | ---- | ---- | ----- | ----------- | ----------- | ----------- |
| 1.  | Krka Novo mesto           | 28  | 14    | 14    | 0     | 42   | 7    | 6.00  | 705         | 350         | 2.01        |
| 2.  | Granit Slovenska Bistrica | 20  | 14    | 10    | 4     | 35   | 19   | 1.84  | 691         | 605         | 1.14        |
| 3.  | Šoštanj Topolšica         | 16  | 14    | 8     | 6     | 29   | 22   | 1.32  | 628         | 607         | 1.03        |
| 4.  | Hotel Simonov Zaliv Izola | 12  | 14    | 6     | 8     | 25   | 30   | 0.83  | 642         | 682         | 0.94        |
| 5.  | ŠDO Brezovica             | 12  | 14    | 6     | 8     | 23   | 33   | 0.70  | 524         | 738         | 0.71        |
| 6.  | Termo Lubnik Škofja Loka  | 10  | 14    | 5     | 9     | 20   | 31   | 0.65  | 564         | 684         | 0.82        |
| 7.  | Ljutomer                  | 8   | 14    | 4     | 10    | 19   | 33   | 0.58  | 608         | 686         | 0.89        |
| 8.  | Kočevje                   | 6   | 14    | 3     | 11    | 17   | 35   | 0.49  | 560         | 670         | 0.84        |

Źródło: OZS (słoweń.)
Zasady ustalania kolejności: 1. liczba zdobytych punktów; 2. wyższy stosunek setów; 3. wyższy stosunek małych punktów.
Punktacja: zwycięstwo – 2 pkt; porażka – 0 pkt
     Baraże
     Spadek do 2. DOL

## Finały
(do dwóch zwycięstw)
|  | Salonit Anhovo Kanal | 1 – 2 | Fužinar |  |

|  | Salonit Anhovo Kanal | 2:3 (15:12, 15:11, 8:15, 9:15, 7:15) | Fužinar |  |

|  | Fužinar | 1:3 (10:15, 15:8, 5:15, 16:17) | Salonit Anhovo Kanal |  |

|  | Salonit Anhovo Kanal | 0:3 (14:16, 9:15, 11:15) | Fužinar |  |

## Klasyfikacja końcowa
| Lp. | Drużyna                   |
| --- | ------------------------- |
| 1.  | Fužinar                   |
| 2.  | Salonit Anhovo Kanal      |
| 3.  | Gradis Maribor            |
| 4.  | Pomgrad                   |
| 5.  | Olimpija                  |
| 6.  | Žužemberk                 |
| 7.  | Bled                      |
| 8.  | Kamnik                    |
| 9.  | Krka Novo mesto           |
| 10. | Granit Slovenska Bistrica |
| 11. | Šoštanj Topolšica         |
| 12. | Hotel Simonov Zaliv Izola |
| 13. | ŠDO Brezovica             |
| 14. | Termo Lubnik Škofja Loka  |
| 15. | Ljutomer                  |
| 16. | Kočevje                   |

     Puchar Europy Mistrzów Klubowych 1998/1999
     Puchar Europy Zdobywców Pucharów 1998/1999
     Puchar CEV 1998/1999
     Baraże
     Spadek do 2. DOL

## Baraże

### Tabela wyników
| Gospodarz \ Gość1         | KAM | KRK | GRN | TPŠ | IZL | ŠEM |
| ------------------------- | --- | --- | --- | --- | --- | --- |
| Kamnik                    | -   | 2:3 | 1:3 | 3:0 | 3:0 | 3:0 |
| Krka Novo mesto           | -   | -   | 3:0 | 3:1 | 3:0 | 3:0 |
| Granit Slovenska Bistrica | -   | -   | -   | 0:3 | 3:0 | 3:1 |
| Šoštanj Topolšica         | -   | -   | -   | -   | 3:0 | 3:0 |
| Hotel Simonov Zaliv Izola | -   | -   | -   | -   | -   | 1:3 |
| SIP Šempeter              | -   | -   | -   | -   | -   | -   |

Źródło: OZS (słoweń.)
1 Drużyna gospodarzy jest wymieniona po lewej stronie tabeli.
Kolory:
  zwycięstwo gospodarzy 3:0 lub 3:1
  zwycięstwo gospodarzy 3:2
  zwycięstwo gości 3:0 lub 3:1
  zwycięstwo gości 3:2

### Wyniki spotkań
1. kolejka
|  | Kamnik | 3:0 (15:13, 16:14, 15:2) | Šoštanj Topolšica |  |

|  | Krka Novo mesto | 3:0 (15:5, 15:11, 15:3) | SIP Šempeter |  |

|  | Granit Slovenska Bistrica | 3:0 (15:5, 15:9, 15:3) | Hotel Simonov Zaliv Izola |  |

2. kolejka
|  | Šoštanj Topolšica | 3:0 (15:4, 15:6, 15:4) | Hotel Simonov Zaliv Izola |  |

|  | SIP Šempeter | 1:3 (11:15, 11:15, 15:11, 11:15) | Granit Slovenska Bistrica |  |

|  | Kamnik | 2:3 (11:15, 15:5, 15:6, 14:16, 13:15) | Krka Novo mesto |  |

3. kolejka
|  | Krka Novo mesto | 3:1 (8:15, 15:6, 15:7, 15:0) | Šoštanj Topolšica |  |

|  | Granit Slovenska Bistrica | 3:1 (15:11, 15:8, 6:15, 17:15) | Kamnik |  |

|  | Hotel Simonov Zaliv Izola | 1:3 (8:15, 15:13, 6:15, 12:15) | SIP Šempeter |  |

4. kolejka
|  | Šoštanj Topolšica | 3:0 (15:4, 15:5, 15:2) | SIP Šempeter |  |

|  | Kamnik | 3:0 (15:4, 15:5, 15:1) | Hotel Simonov Zaliv Izola |  |

|  | Krka Novo mesto | 3:0 (15:13, 15:13, 15:3) | Granit Slovenska Bistrica |  |

5. kolejka
|  | Granit Slovenska Bistrica | 0:3 (14:16, 12:15, 10:15) | Šoštanj Topolšica |  |

|  | Hotel Simonov Zaliv Izola | 0:3 (2:15, 0:15, 5:15) | Krka Novo mesto |  |

|  | SIP Šempeter | 0:3 (5:15, 8:15, 4:15) | Kamnik |  |

### Tabela
| Lp. | Drużyna                   | Pkt | Mecze | Mecze | Mecze | Sety | Sety | Sety  | Małe punkty | Małe punkty | Małe punkty |
| Lp. | Drużyna                   | Pkt | M     | W     | P     | wyg. | prz. | stos. | zdob.       | str.        | stos.       |
| --- | ------------------------- | --- | ----- | ----- | ----- | ---- | ---- | ----- | ----------- | ----------- | ----------- |
| 1.  | Krka Novo mesto           | 10  | 5     | 5     | 0     | 15   | 3    | 5.00  | 245         | 151         | 1.62        |
| 2.  | Kamnik                    | 6   | 5     | 3     | 2     | 12   | 6    | 2.00  | 253         | 166         | 1.52        |
| 3.  | Šoštanj Topolšica         | 6   | 5     | 3     | 2     | 10   | 6    | 1.67  | 193         | 160         | 1.21        |
| 4.  | Granit Slovenska Bistrica | 6   | 5     | 3     | 2     | 9    | 8    | 1.13  | 219         | 205         | 1.07        |
| 5.  | SIP Šempeter              | 2   | 5     | 1     | 4     | 4    | 13   | 0.31  | 153         | 232         | 0.66        |
| 6.  | Hotel Simonov Zaliv Izola | 0   | 5     | 0     | 5     | 1    | 15   | 0.07  | 89          | 238         | 0.37        |

Źródło: OZS (słoweń.)
Zasady ustalania kolejności: 1. liczba zdobytych punktów; 2. wyższy stosunek setów; 3. wyższy stosunek małych punktów.
Punktacja: zwycięstwo – 2 pkt; porażka – 0 pkt
     Spadek do 2. DOL